# Outabouabane
Outabouabane  (in berbero: Uṭṭa Bu Ɛban; in arabo اوطا بوعبان‎?) è un centro abitato e comune rurale del Marocco situato nella provincia di Taounate, regione di Fès-Meknès. Conta una popolazione di 9 856 abitanti (censimento 2014).